# عبدالله ارجان
عبدالله ارجان (انگلیسی: Abdullah Ercan؛ زادهٔ ۸ دسامبر ۱۹۷۱) بازیکن فوتبال بازنشسته اهل ترکیه و سرمربی کنونی تیم ملی زیر ۱۷ سال ترکیه است.
وی در تیم ملی فوتبال ترکیه بازی کرده، و عضو این تیم در جام جهانی فوتبال ۲۰۰۲ بوده است.